# 6811 Кащеєв
6811 Кащеєв (6811 Kashcheev) — астероїд головного поясу, відкритий 26 серпня 1976 року.
Тіссеранів параметр щодо Юпітера — 3,498.